# Teolit
Teolit (en llatí Theolytus, en grec antic Θεόλυτος) fou un poeta èpic grec nascut a Metimna a Lesbos.
La seva època és desconeguda, però és tardana. El mencionen uns escolis a Apol·loni Rodi i dues vegades Ateneu de Naucratis, que reprodueix unes línies del poema èpic Βακχικὰ ἔπη (Bacchika epe) un poema sobre les aventures de Dionís. El fragment fa referència a la decisió que va prendre Glauc quan Ariadna, de la que estava enamorat, va ser raptada per Dionís. També hi ha una referència a ἐν δευτέρῳ Ὤρων (En deytero Oron "La segona història").